# 二人のハーモニー
「二人のハーモニー」（ふたりのハーモニー）は矢野顕子 & 宮沢和史によるコラボレーションシングル。1995年5月1日にエピックソニーより発売された。ネスレ日本「ブライト」のCMソングとして使用され、音楽ファンの間では発売から時間が経過した今もなお名曲として語り継がれている楽曲である。

## 概要・背景
曲はネスレ日本のクリーミングパウダー「ブライト」のTV-CMのために書き下ろされたもので、同CMではコンピュータグラフィックスによる映像が使用され、矢野と宮沢が揃って出演している。CMのコンセプトは ″二つのものが溶け合い生まれるさらなるおいしさ。音楽にたとえるなら美しい歌声のハーモニー″ というもので、そのイメージに相応しいアーティストとして矢野と宮沢の二人が起用された。
2019年12月22日に中野サンプラザで開催されたイベント「塩谷哲presents ″SALTISH NIGHT″」において、矢野と宮沢の二人はゲストとして招かれ、久々に本曲の歌唱を披露し好評を博した。
2020年6月3日にはCDのリリース25周年を記念して、ロサンゼルスの巨匠エンジニアと称されるバーニー・グランドマンをカッティングエンジニアに迎え、完全生産限定盤となる7インチアナログレコードが発売された。当初は4月29日にリリースの予定だったが、新型コロナウイルスの影響により発売が延期された。

## 収録曲

### 8cmCD
1. 二人のハーモニー
作詞・作曲・編曲: 宮沢和史、矢野顕子
ベスト・アルバム『ひとつだけ/the very best of 矢野顕子』『いままでのやのあきこ』に収録。
2. 二人のハーモニー［カラオケ］～宮沢和史とデュエット～
3. 二人のハーモニー［カラオケ］～矢野顕子とデュエット～
4. 二人のハーモニー［カラオケ］～お二人で～

### 7インチアナログ盤

#### Side-A
1. 二人のハーモニー

#### Side-B
1. 二人のハーモニー［カラオケ］～お二人で～

## 参加ミュージシャン
- 矢野顕子 : VOCAL, PIANO & KEYBOARD
- 宮沢和史 : VOCAL
- ロメロ・ルバンボ（英語版）: GUITAR
- ニルソン・マッタ（英語版）: BASS
- フランク・コロン（英語版）: PERCUSSION
- ジェフ・ボヴァ（英語版）: KEYBOARD PROGRAMMING